# Dignomus pubens
Dignomus pubens is een keversoort uit de familie klopkevers (Ptinidae). De wetenschappelijke naam van de soort werd in 1897 gepubliceerd door Elzéar Emmanuel Arène Abeille de Perrin.